# Quadrus
Quadrus là một chi bướm ngày thuộc họ Bướm nâu.